# Franciszek Borgiasz Mackiewicz
Franciszek Borgiasz Mackiewicz (Bazalija, 14 de outubro de 1765 – Kamianets-Podilskyi, 13 de janeiro de 1842) foi um bispo católico polonês.

## Biografia
Seu pai era organista. Em 1809, obteve o doutorado em Teologia pela Universidade de Vilnius. Por algum tempo, foi secretário do bispo Michał Roman Sierakowski. Iniciou seu trabalho na diocese de Kamianets como cônego, depois foi coadjutor e, a partir de 1815, tornou-se bispo.

## Genealogia episcopal e sucessão apostólica
Sua genealogia episcopal é:
- Cardeal Scipione Rebiba
- Cardeal Giulio Antonio Santori
- Cardeal Girolamo Bernerio, OP
- Bispo Cláudio Rangoni
- Arcebispo Wawrzyniec Gembicki
- Arcebispo Jan Wężyk
- Bispo Piotr Gembicki
- Bispo Jan Gembicki
- Bispo Bonawentura Madaliński
- Bispo Jan Małachowski
- Arcebispo Stanisław Szembek
- Bispo Felicjan Konstanty Szaniawski
- Bispo Andrzej Stanisław Załuski
- Arcebispo Adam Ignacy Komorowski
- Arcebispo Władysław Aleksander Łubieński
- Bispo Andrzej Stanisław Młodziejowski
- Arcebispo Kasper Kazimierz Cieciszowski
- Bispo Franciszek Borgiasz Mackiewicz

A sucessão apostólica é:
- Bispo Michał Piwnicki (1827)